# 塔甘羅格灣

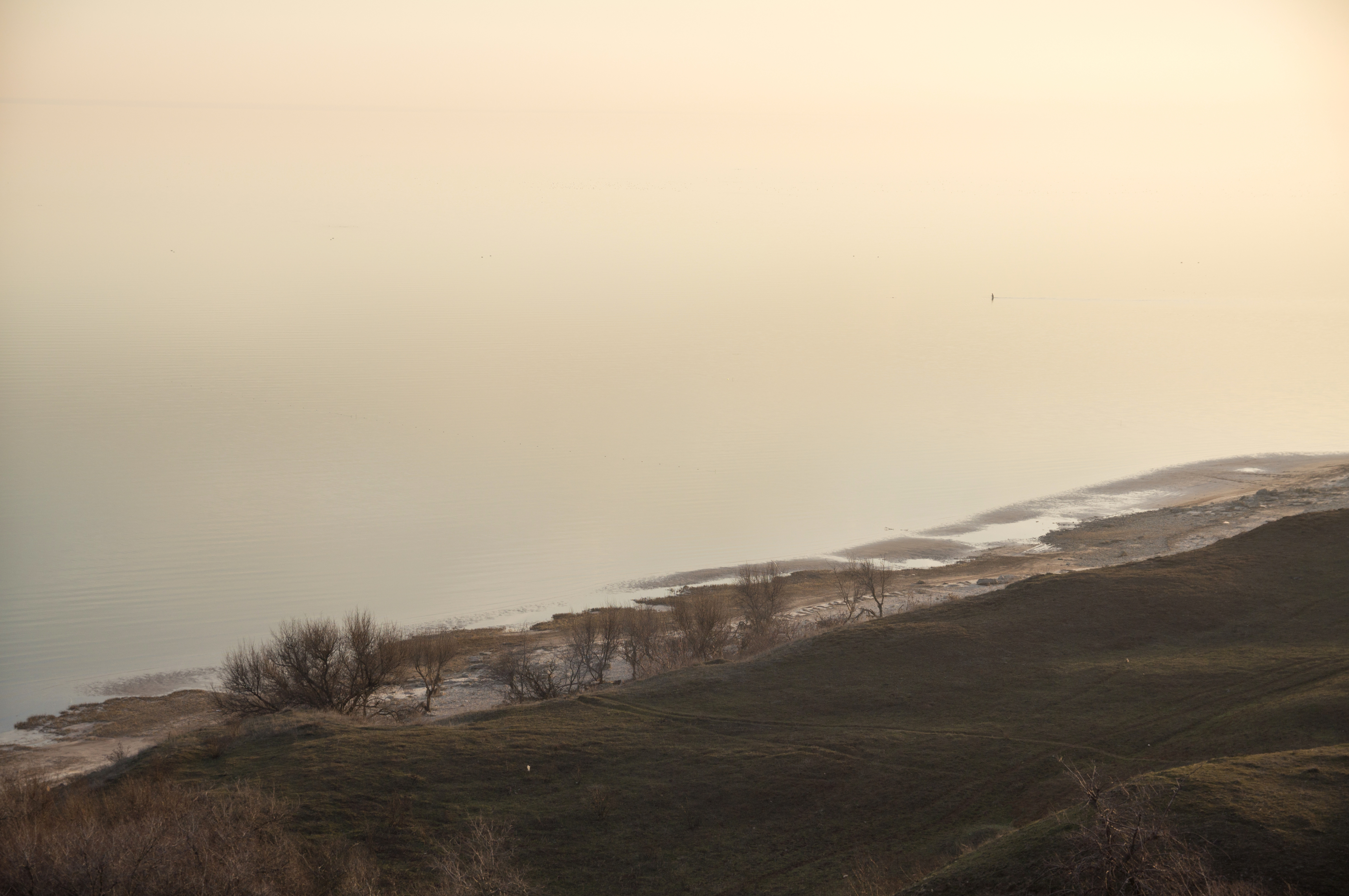

塔甘羅格灣是俄羅斯的海灣，位於亞速海東北部，長140公里、寬31公里，面積5,600平方公里，平均深度約5米，每年十二月至翌年三月結冰，沿海城鎮有塔甘羅格和葉伊斯克。
46°59′N 38°27′E / 46.983°N 38.450°E